# دارين بيرنت
دارين بيرنت (بالإنجليزية: Darren Burnett)‏ هو لاعب بولينغ بريطاني، ولد في 27 مايو 1976 في Arbroath ‏ في المملكة المتحدة.

## روابط خارجية
- دارين بيرنت على موقع اتحاد ألعاب الكومنولث (مؤرشف) (الإنجليزية)
- دارين بيرنت على موقع دورة ألعاب الكومنولث 2006 (مؤرشف) (الإنجليزية)
- دارين بيرنت على موقع دورة ألعاب الكومنولث 2014 (مؤرشف) (الإنجليزية)